# Prix Xavier de Saint Palais
Prix Xavier de Saint Palais är ett montélopp för femåriga hingstar och ston som äger rum i november på Hippodrome de Vincennes i Paris i Frankrike. Det är ett Grupp 2-lopp, man måste minst ha sprungit in 45 000 euro för att få starta.
Loppet rids över 2175 meter på stora banan på Vincennes, med voltstart. Den samlade prissumman är 120 000 euro, och 54 000 euro i första pris.

## Vinnare
| År   | Häst               | Efter              | Kusk                     | Tränare                 | Tid    |
| ---- | ------------------ | ------------------ | ------------------------ | ----------------------- | ------ |
| 2023 | Ina du Rib         | Uhlan du Val       | Jean-Loïc-Claude Dersoir | Joël Hallais            | 1'11"8 |
| 2022 | Happy And Lucky    | Ready Cash         | Adrien Lamy              | Franck Leblanc          | 1'11"5 |
| 2021 | Granvillaise Bleue | Jag de Bellouet    | Camille Levesque         | Pierre Levesque         | 1'12"6 |
| 2020 | Feeling Cash       | Ready Cash         | Éric Raffin              | Philippe Allaire        | 1'12"3 |
| 2019 | Et Viola de Muze   | Royal Dream        | Éric Raffin              | Sébastien Guarato       | 1'10"9 |
| 2018 | Dexter Fromentre   | Qwerty             | Camille Levesque         | Thomas Levesque         | 1'10"9 |
| 2017 | Cassate            | Neoh Jiel          | Adrien Lamy              | Jean Luc Dersoir        | 1'12"6 |
| 2016 | Best of Jets       | Magnificent Rodney | Francois Lagadeuc        | Jean-Michel Baudouin    | 1'11"1 |
| 2015 | Athena de Vandel   | Prince Géde        | Matthieu Abrivard        | Cedric Megissier        | 1'11"3 |
| 2014 | Vulcain du Vivier  | Look de Star       | Franck Nivard            | Yannick Alain Briand    | 1'12"2 |
| 2013 | Ulysse             | Love You           | Thomas Levesque          | Mike Lenders            | 1'11"3 |
| 2012 | Tigresse du Vivier | Niky               | Thomas Levesque          | Mike Lenders            | 1'11"9 |
| 2011 | Singalo            | Goetmals Wood      | Éric Raffin              | Louis Baudron           | 1'12"3 |
| 2010 | Ragtime du Parc    | Gai Brillant       | Éric Raffin              | Pierrick Lecellier      | 1'12"3 |
| 2009 | Quokine Berry      | Chef du Chatelet   | Ludovic Mollard          | Jean-Michel Bazire      | 1'12"5 |
| 2008 | Paola de Lou       | Podosis            | Matthieu Abrivard        | Laurent-Claude Abrivard | 1'10"9 |